# Аффинная хроматография
Аффинная хроматография — разновидность лигандной хроматографии. В основе последней лежит реакция взаимодействия разделяемых примесей с лигандом, связанным с инертным носителем. В случае аффинной хроматографии в роли примесей выступают биологически активные вещества (белки, ферменты), вступающие с лигандом (тоже, как правило, органическим) в специфическое биохимическое взаимодействие. Например: антитело-антиген, гормон-рецептор и т. д. Именно высокая специфичность подобного взаимодействия обусловливает высокую эффективность аффинной хроматографии и её широкое (по сравнению с другими видами лигандной хроматографии) распространение.